# Hassall (Regno Unito)
Hassall è un villaggio e parrocchia civile dell'Inghilterra, appartenente alla contea del Cheshire.